# Mousseaux-Neuville

Mousseaux-Neuville este o comună în departamentul Eure, Franța. În 1 ianuarie 2022 avea o populație de 641 de locuitori.